# Reinhard Koch (Basketballspieler)
Reinhard Koch (* 11. November 1960) ist ein ehemaliger österreichischer Basketballspieler und -funktionär sowie Unternehmer.

## Laufbahn
Koch spielte während seiner Spielerkarriere Basketball in Güssing, Mattersburg, Klosterneuburg und Fürstenfeld. Mit Klosterneuburg wurde der 2,04 Meter große Innenspieler zweimal Staatsmeister. Zwischen 1985 und 1992 bestritt er Länderspiele für Österreichs Nationalmannschaft.
Beruflich wurde Koch insbesondere im Energiebereich tätig. Er gründete mehrere Firmen, war an weiteren als Gesellschafter beteiligt und/oder als Geschäftsführer tätig: Er leitete unter anderem die Geschäfte bei der ökoStadt Güssing Sport GmbH, dem Betreiber der Güssing Knights und hatte als Obmann die Leitung der Mannschaft inne, die 2014 und 2015 (also während seiner Amtszeit) österreichischer Basketball-Meister wurde. Ende März 2016 wurden am Landesgericht Eisenstadt ein Konkursverfahren über Kochs Vermögen sowie die ökoStadt Güssing Sport GmbH eingeleitet. Anfang April 2016 wurde den Knights mit sofortiger Wirkung die Bundesliga-Lizenz entzogen, das bedeutete das Mannschaftsaus. Im Herbst 2016 zog er sich aus dem Wirtschaftsleben in Güssing zurück, welches er in den vorherigen Jahrzehnten unter anderem durch den Aufbau des Biomassezentrums geprägt hatte, und schlug seine beruflichen Zelte in Strem auf. Das Landesgericht hatte Kochs Angaben nach dessen Sanierungsplan angenommen.